# Der Raub der Sabinerinnen (Komödie)

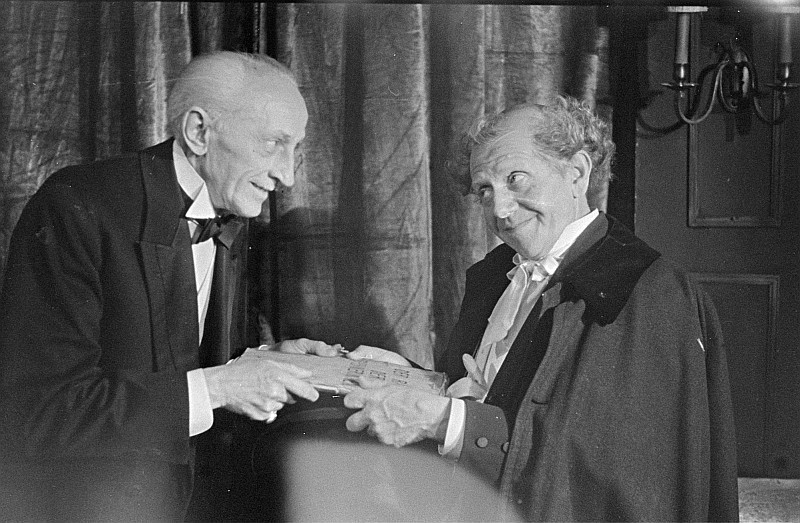
Hans Hermann Schaufuß (rechts) als Theaterdirektor Striese im Renaissance-Theater Berlin, 1945

Der Raub der Sabinerinnen ist eine Komödie (Schwank) von Franz und Paul von Schönthan von 1883 (Uraufführung Stettin 1884) mit Bezug auf die gleichnamige Sage aus der altrömischen Mythologie.

## Handlung
Es geht um ein Theaterstück mit diesem Titel, das Gymnasialprofessor Gollwitz als Student geschrieben hat – eine Jugendsünde, wie er es nennt. Der Schmierentheaterdirektor Emanuel Striese, der mit zahlreichen Problemen im Ensemble zu kämpfen hat und auch wirtschaftlich nicht gut gestellt ist, erfährt davon und will es uraufführen. Er kann Gollwitz dazu überreden, der allerdings nur unter der Bedingung zustimmt, dass er, um sich eine mögliche Blamage zu ersparen, nicht genannt wird und auch seine Frau nichts davon erfährt. Aber natürlich kommt die Gattin vorzeitig aus einem Kuraufenthalt zurück, und es läuft alles völlig anders als geplant. Die Aufführung droht zu einem Desaster zu werden, und die ganze Familie ist bald völlig zerstritten, doch dank einer rettenden Idee von Frau Striese wendet sich doch noch alles zum Besseren – wenn auch nicht so, wie sich Gollwitz das gedacht hätte.

## Rollen
- Emanuel Striese, Theaterdirektor

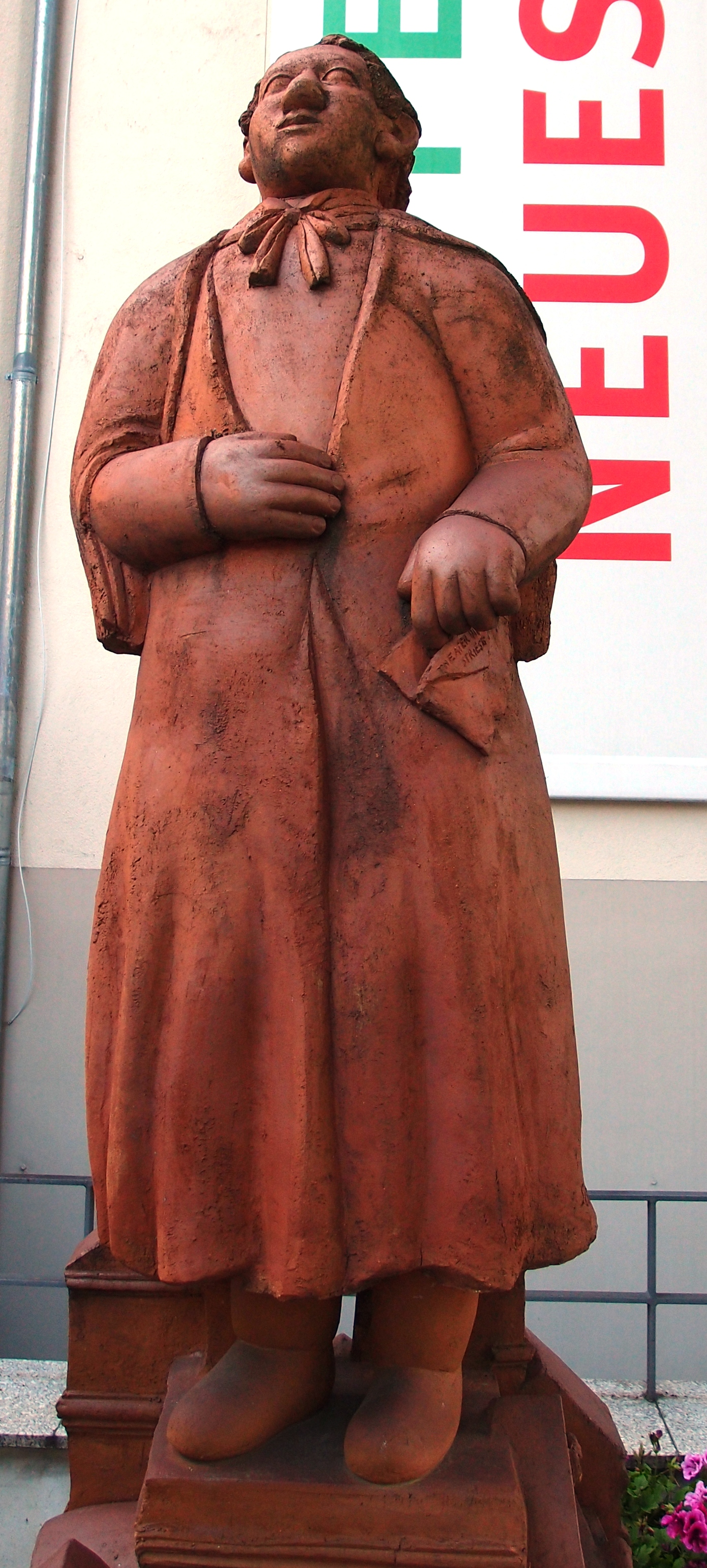
Denkmal für Emanuel Striese in Halle/Saale, Kulturinsel

- Dr. Martin Gollwitz, Gymnasialprofessor
- Friederike, seine Frau
- Paula, beider Tochter
- Dr. Leopold Neumeister, Arzt
- Marianne Neumeister, geb. Gollwitz, Frau des Arztes
- Rosa, Haushälterin bei Gollwitz
- Auguste, Dienstmädchen bei Neumeister
- Meißner, Schuldiener
- Karl Groß, Weinhändler
- Emil Groß, genannt Sterneck, dessen Sohn

Die Rolle des Theaterdirektors Emanuel Striese gilt als Paraderolle für jeden komödiantischen Schauspieler.

## Moderne Theaterfassung
Eine heute oft gespielte Theaterfassung wurde von Curt Goetz überarbeitet und mit einem neuen Schluss versehen. Goetz’ Theaterliebe und sein Wortwitz prägten seine Modernisierung. Die Verfilmung von 1954 trägt unverkennbar Goetz’ Handschrift. Die Aufführungsrechte liegen beim Verlag Felix Bloch Erben in Berlin. Der Berliner Theaterkritiker Alfred Kerr schrieb bei der Erstaufführung: Die Leute liegen (vor Lachen) unter dem Stuhl. Ich auch.
Eine weitere Fassung ist die am Wiener Akademietheater im Frühjahr 2023 gespielte von Svenja Viola Bungarten und Anita Vulesica.

## Moderne Musicalfassung
Am 24. April 1970 wurde am Metropol-Theater (Berlin-Mitte) eine Musicalfassung in 8 Bildern unter dem Titel Bretter, die die Welt bedeuten mit Rudi Schiemann als Theaterdirektor Emanuel Striese uraufgeführt. Die Musik komponierte Gerhard Kneifel. Die Librettisten Helmut Bez und Jürgen Degenhardt, der auch die Musiknummern textete, verlegten die Handlung in die Zeit Deutschlands um 1900. Auch hier endet die Handlung nach Pannen und Missverständnissen mit einem guten Ende: das Wandertheater erhält eine feste Bleibe.
Die Aufführungsrechte liegen beim Verlag Schott Music in Berlin.
Eine Schallplattenfassung veröffentlichte das Plattenlabel Amiga mit der Nr. 8 45 095 im Jahr 1974, u. a. mit Manfred Uhlig als Striese, Fred Frohberg als Gollwitz sowie Gerti Möller als Paula.

## Verfilmungen
Das Stück wurde mehrmals verfilmt, unter anderem im Jahr
- 1928 von Robert Land (als Der Raub der Sabinerinnen)
- 1936 von Robert Adolf Stemmle (als Raub der Sabinerinnen)
- 1943 in Dänemark von Svend Methling (als Erik Ejegods Pilgrimsfærd)
- 1945 in Italien von Mario Bonnard (als Il ratto delle Sabine), mit Totò in der Hauptrolle
- 1954 von Kurt Hoffmann (als Der Raub der Sabinerinnen (1954))

Außerdem existieren mehrere Fernseh-Fassungen. Genannt seien vor allem eine Verfilmung von 1959 unter der Regie von Hermann Pfeiffer mit Helmut Peine und Willy Maertens, eine Aufzeichnung des Stücks mit Rudolf Platte von 1973 sowie eine ZDF-Verfilmung mit Martin Held und Gert Fröbe aus dem Jahr 1983. Auch im Programm des ostdeutschen Fernsehens war der Schwank mehrfach zu erleben: 1960/1961 und 1966 jeweils mit Wilhelm Gröhl sowie 1980 mit Peter Sodann in der Rolle des Emanuel Striese.  
Zudem wurde das Stück auch häufiger als Theateraufzeichnung gesendet:
- 1991 aus dem Kölner Millowitsch-Theater, u. a. mit Willy Millowitsch, Olaf Kreutzenbeck, Barbie Millowitsch-Steinhaus und Peter Millowitsch
- 2023 aus der Comödie Fürth mit Heißmann und Rassau[2]

## Hörspiele
- 1925: Der Raub der Sabinerinnen – Regie und Sprecher: Hermann Beyer, mit Karl Pündter, Lotte Schloß und Hans Freundt
- 1926: Der Raub der Sabinerinnen – Regie: Hans Flesch, Sprecher: Nicht angegeben
- 1946: Der Raub der Sabinerinnen – Regie: Hans Goguel, mit Arno Ebert und Ernst Sladeck
- 1947: Der Raub der Sabinerinnen – Regie: Wilhelm Semmelroth, mit Alfons Godard und Wilhelm Pilgram
- 1951: Der Raub der Sabinerinnen – Regie: Theodor Steiner, mit Rudolf Rieth und Joseph Plaut
- 1953: Der Raub der Sabinerinnen (Theatermitschnitt) – Regie: Willi Sämann (Hörspielbearbeitung: Hanns Korngiebel), mit Joseph Plaut, Paul Günther und Friedrich Luft als Moderator
- 1959: Der Raub der Sabinerinnen – Regie: Heinz-Günter Stamm, mit Gustav Knuth und Carl-Heinz Schroth
- 1980: Der Raub der Sabinerinnen – Regie: Friedhelm Ortmann, mit Stefan Wigger und Rolf Henniger